# Miles Davis at Fillmore
Miles Davis at Fillmore est un album de jazz fusion de Miles Davis enregistré en public entre le 17 juin 1970 et le 20 juin 1970.

## Titres

### Disque 1
1. Wednesday Miles – 24:13
2. Thursday Miles – 26:55

### Disque 2
1. Friday Miles – 28:03
2. Saturday Miles – 22:26

## Musiciens
- Miles Davis: Trompette
- Steve Grossman: Saxophone soprano
- Chick Corea: Piano électrique
- Keith Jarrett: Orgue
- Dave Holland: Basse
- Jack DeJohnette: Batterie
- Airto Moreira: Percussions